# کریستین اربس
کریستین اربس (انگلیسی: Cristian Erbes؛ زادهٔ ۶ ژانویهٔ ۱۹۹۰) بازیکن فوتبال اهل آرژانتین است.
از باشگاه‌هایی که در آن بازی کرده‌است می‌توان به باشگاه فوتبال بوکا جونیورز اشاره کرد.